# Austria na Letniej Uniwersjadzie 2007
Austrię na Letniej Uniwersjadzie w Bangkoku reprezentowało  zawodników. Austriacy zdobyli 8 medali (3 złote, 2 srebrne, 3 brązowe).

## Medale

### Złoto
- Gerhard Mayer - lekkoatletyka, rzut dyskiem
- Markus Rogan - pływanie, 200 metrów stylem grzbietowym
- Fabienne Nadarajah - pływanie, 50 metrów stylem motylkowym

### Srebro
- Markus Rogan - pływanie, 100 metrów stylem grzbietowym
- Regin Time - strzelectwo, karabin leżąc

### Brąz
- Hilde Drexler - judo, kategoria poniżej 63 kg
- Jordis Steinegger - pływanie, 100 metrów stylem dowolnym
- Mirna Jukic - pływanie, 100 metrów stylem klasycznym